# Polytechnisches Museum (Moskau)

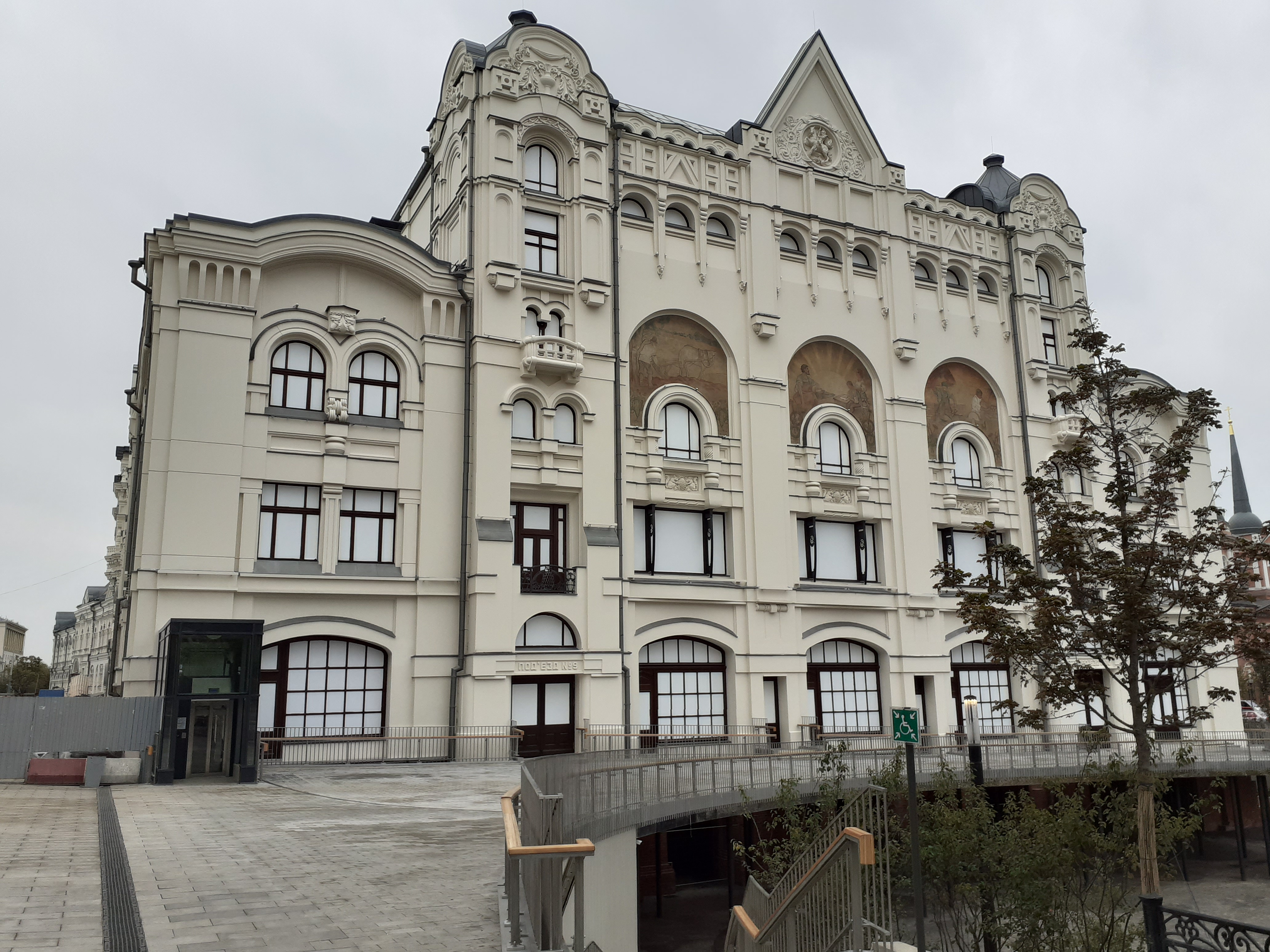
Polytechnisches Museum

Das Polytechnische Museum (russisch Политехнический музей) ist ein Technikmuseum in Moskau.
Das Museum entstand 1872 aus einer Ausstellung zum Anlass des 200. Geburtstags Peters des Großen. Es zeigt eine umfangreiche Ausstellung von Exponaten russischer und sowjetischer Technik.
Das Gebäude ist in Russland als kulturelles Erbe eingestuft.